# Virginia Rometty
Virginia « Ginni » M. Rometty, née le 29 juillet 1957 à Chicago, est une cheffe d'entreprise américaine, présidente-directrice générale (PDG) du groupe IBM du 1er janvier 2012 au 6 avril 2020, avant d'être remplacée par Arvind Krishna. Cette nomination a fait d'elle la première femme portée à la tête de « Big Blue », entreprise au sein de laquelle elle a mené la quasi-intégralité de sa carrière, à partir de 1981.

## Biographie

### Formation
En 1979, Virginia Rometty obtient le diplôme de Bachelor of Science en informatique et génie électrique de l'université Northwestern.

### IBM
Après des débuts professionnels chez General Motors, elle rejoint en 1981 les bureaux d'IBM à Détroit, en tant qu'ingénieur système. Elle occupe successivement diverses positions de management dans la vente et le marketing, sans lien avec les activités de constructeur de l'entreprise, mais au contact de métiers qui incluent la banque, les assurances, les télécommunications, l'industrie et la santé. La stratégie du secteur des assurances et des services financiers lui est confiée, avec la responsabilité du marketing, des ventes et du conseil.
En 1991, Virginia Rometty rejoint l'activité de conseil d'IBM, alors regroupée dans le Consulting Group, dont elle supervise le développement dans la région des Grands Lacs. Elle devient directrice générale pour les Amériques des activités de Global Business Services, dont elle prend aussi en charge la stratégie et le marketing au niveau mondial. En 2002, elle reçoit pour mission l'intégration du cabinet PriceWaterhouseCoopers et de ses 100 000 consultants. L'acquisition, lancée peu après l'accession de Samuel Palmisano à la direction générale, est considérée comme très risquée, notamment parce que les personnels de PWC ont des habitudes de travail d'une grande indépendance, très éloignées de la culture plus hiérarchique de l'IBM d'alors. Elle mène cependant l'opération à bien, en contenant l'exode des cerveaux. Ce succès conforte sa position à la direction mondiale des activités de services, avec à partir de 2005 le rang de senior vice president.
En 2009, elle prend la direction des ventes à l'échelle mondiale. En 2010 s'y ajoutent le marketing et la stratégie. Elle pilote l'expansion de la division Growth Markets (marchés émergents), ainsi que celle de l'activité Analytics, qui combine les logiciels d'exploration de données (data mining) et l'expertise des services. Dans ce domaine, comme elle le relèvera brièvement lors de sa nomination à la direction de l'entreprise, « il ne s'agit pas de prendre des marchés, il s'agit d'en créer ». Son salaire annuel est en 2010 de l'ordre de 630 000 $, pour une rémunération totale plus de dix fois supérieure.
Dans la compétition interne pour la succession de Palmisano, elle acquiert une position de favori vis-à-vis des rivaux que sont les dirigeants des activités de services, Michael Daniels, et des matériels, l'afro-américain Rodney Adkins, ainsi que Steven Mills, à la tête de l'activité des logiciels et concurrent de premier plan, mais d'un âge proche de celui du sortant.
Le 25 octobre 2011 est annoncée sa nomination aux fonctions de directeur général (CEO) et président d'IBM, pour effet au 1er janvier 2012, « Sam » Palmisano conservant la présidence du conseil d'administration. Celui-ci assure que la décision ne doit rien au sexe de l'intéressée, mais tout à ses mérites qu'il précise ainsi : « La pensée stratégique à long terme de Ginni et son attention à la clientèle marquent nos initiatives de croissance, depuis l'informatique en nuage (cloud computing) et les outils analytiques jusqu'à la commercialisation de Watson. » Virginia Rometty se place elle-même dans la continuité de son prédécesseur, assurant que « la stratégie et le modèle de fonctionnement d'IBM sont les bons », tout en soulignant que « Sam nous a appris, avant tout, qu'il ne fallait jamais cesser de réinventer IBM ». La société devient à cette occasion l'une des rares (12 en 2011) parmi les 500 premières entreprises américaines, et l'une des plus grandes au monde, à être dirigée par une femme.
Elle rejoint notamment, parmi les acteurs du secteur des technologies de l'information, son concurrent Hewlett-Packard, qui en septembre 2011 a porté à sa tête Meg Whitman, ancienne patronne d'eBay, et Xerox, dirigée par Ursula Burns.
Elle quitte finalement ses fonctions le 6 avril 2020, laissant sa place à Arvind Krishna.

### Autres mandats
De 2006 à 2009, Virginia Rometty siège au conseil d'administration de l'assureur American International Group (AIG). Elle est par ailleurs membre du Council on Foreign Relations, laboratoire d’idées indépendant et non-partisan spécialisé dans l'étude de la politique étrangère américaine et des relations internationales. Elle participe au conseil d'administration de l'université Northwestern, dont elle est issue, et au conseil de surveillance du Memorial Sloan-Kettering Cancer Center.

## Reconnaissance
En 2011, le magazine Fortune lui attribue la septième place dans son classement des « 50 femmes les plus puissantes du monde des affaires », où elle figure pour la septième année consécutive. En 2014 elle est également considérée comme l'une des 5 femmes les plus puissantes dans le secteur informatique.
En 2014, elle figure à la dixième place du classement des femmes les plus puissantes du monde selon Forbes, également en 2017 et en 2018, et en neuvième place en 2019.

## Vie privée
Mark Rometty est son mari.